# 727 v.Chr.
Het jaar 727 v.Chr. is een jaartal volgens de christelijke jaartelling.

## Gebeurtenissen

### Assyrië
- Koning Salmanasser V (727 - 722 v.Chr.) regeert over het Assyrische Rijk.
- Salmanasser V probeert de politieke onrust in het Nabije Oosten te onderdrukken.

### Palestina
- Koning Hoshea van Israël weigert de jaarlijkse schatting te betalen aan Assur.
- Hoshea stuurt afgezanten naar Egypte en vraagt om steun aan farao Osorkon V.

## Overleden
- Tiglat-Pileser III, koning van Assyrië